# Ernst Florian von Thielau
Ernst Florian von Thielau (* 1833 in Kleinradmeritz; † 7. November 1905 in Dresden) war ein deutscher Verwaltungsjurist und sächsischer Staatsbeamter, der vor allem als Amtshauptmann der Amtshauptmannschaft Löbau und der Amtshauptmannschaft Dresden-Neustadt Bedeutung erlangte.

## Leben und Wirken
Er war der Sohn des Landesältesten Heinrich Erdmann August von Thielau und dessen Ehefrau Amalie geb. von Erdmannsdorff. Nach dem Schulabschluss studierte er Rechtswissenschaften und schlug eine Verwaltungslaufbahn ein. Er trat in den sächsischen Staatsdienst ein und wurde zum Geheimen Regierungsrat befördert. 1874 wurde er Amtshauptmann in der Amtshauptmannschaft Löbau. Ab 1. Juni 1890 war er Amtshauptmann der Amtshauptmannschaft Dresden-Neustadt. Im Jahr 1897 legte er dieses Amt aus Altersgründen nieder und trat in den Ruhestand.

## Ehrungen (Auswahl)
- 1897: Albrechts-Orden, Komturkreuz 2. Klasse[3]